# Junioren-Badmintonsüdamerikameisterschaft 2015
Die Junioren-Badmintonsüdamerikameisterschaft 2015 fand vom 6. bis zum 13. Dezember 2015 in Foz do Iguaçu in Brasilien statt.

## Sieger und Platzierte U11
| Disziplin    | Gold                                                    | Silber                                                     | Bronze                                                |
| ------------ | ------------------------------------------------------- | ---------------------------------------------------------- | ----------------------------------------------------- |
| Herreneinzel | Pedro Vinicius Bittencurt Dos Santos                    | Renan Rosa De Melo                                         | Ian Moromisato Namisato                               |
| Herreneinzel | Pedro Vinicius Bittencurt Dos Santos                    | Renan Rosa De Melo                                         | Gabriel Porto                                         |
| Dameneinzel  | Fernanda Munar Solimano                                 | Gianna Stiglich Guzmán                                     | Rafaela Munar Solimano                                |
| Dameneinzel  | Fernanda Munar Solimano                                 | Gianna Stiglich Guzmán                                     | Isabella Noda                                         |
| Herrendoppel | Pedro Vinicius Bittencurt Dos Santos Renan Rosa De Melo | Ian Moromisato Namisato Sharum Durand Cárdenas             | Cristobal Guzmán-Barrón Lengua Vasco Belmont Augusto  |
| Herrendoppel | Pedro Vinicius Bittencurt Dos Santos Renan Rosa De Melo | Ian Moromisato Namisato Sharum Durand Cárdenas             | Bruno Alonso Gabriel Porto                            |
| Damendoppel  | Fernanda Munar Solimano Rafaela Munar Solimano          | Gianna Stiglich Guzmán Namie Miyahira Tsukazan             | Isabella Noda Leticia Andres                          |
| Damendoppel  | Fernanda Munar Solimano Rafaela Munar Solimano          | Gianna Stiglich Guzmán Namie Miyahira Tsukazan             | Geovana Loubacki Renata Moreira Freitas               |
| Mixed        | Jose María Rendon Chirinos Fernanda Munar Solimano      | Pedro Vinicius Bittencurt Dos Santos Maria Fernanda Santos | Vasco Belmont Augusto Gianna Stiglich Guzmán          |
| Mixed        | Jose María Rendon Chirinos Fernanda Munar Solimano      | Pedro Vinicius Bittencurt Dos Santos Maria Fernanda Santos | Cristobal Guzmán-Barrón Lengua Rafaela Munar Solimano |

## Sieger und Platzierte U13
| Disziplin    | Gold                                       | Silber                                                       | Bronze                                                        |
| ------------ | ------------------------------------------ | ------------------------------------------------------------ | ------------------------------------------------------------- |
| Herreneinzel | Fernando Vieira Junior                     | Adriano Viale Aguirre                                        | Mariano Ernesto Velarde Alzamora                              |
| Herreneinzel | Fernando Vieira Junior                     | Adriano Viale Aguirre                                        | João Pedro Abreu                                              |
| Dameneinzel  | Karen Bianca Santos Souza                  | Ariana Airi Moromisato Kina                                  | Sofia Alonso                                                  |
| Dameneinzel  | Karen Bianca Santos Souza                  | Ariana Airi Moromisato Kina                                  | Maria Emanuelle Ferreira                                      |
| Herrendoppel | Fernando Vieira Junior Paulo Feitosa       | João Pedro Abreu Rafael Cabral                               | Erick Furuchi Jean França De Amaral                           |
| Herrendoppel | Fernando Vieira Junior Paulo Feitosa       | João Pedro Abreu Rafael Cabral                               | Kedssy Souza Shilian Thiago Friling                           |
| Damendoppel  | Isabelle Oliveira Maria Emanuelle Ferreira | Laura Bertotto Natalia Stein                                 | Isabelle Mattielo Maria Eduarda Colla                         |
| Damendoppel  | Isabelle Oliveira Maria Emanuelle Ferreira | Laura Bertotto Natalia Stein                                 | Geisa Oliveira Sofia Alonso                                   |
| Mixed        | Paulo Feitosa Maria Emanuelle Ferreira     | Mariano Ernesto Velarde Alzamora Ariana Airi Moromisato Kina | Adriano Viale Aguirre Andrea Pamela Flores Vasquez De Velasco |
| Mixed        | Paulo Feitosa Maria Emanuelle Ferreira     | Mariano Ernesto Velarde Alzamora Ariana Airi Moromisato Kina | Erick Furuchi Natalia Batalini Lima                           |

## Sieger und Platzierte U15
| Disziplin    | Gold                                                     | Silber                                                 | Bronze                                                          |
| ------------ | -------------------------------------------------------- | ------------------------------------------------------ | --------------------------------------------------------------- |
| Herreneinzel | Alonso Medel                                             | Willian Guimarães                                      | Nicolás Macías                                                  |
| Herreneinzel | Alonso Medel                                             | Willian Guimarães                                      | Luan Madeira Bittencourt                                        |
| Dameneinzel  | Fernanda Saponara Rivva                                  | Inés Alejandra Mendoza Rosell                          | Micaela Flores                                                  |
| Dameneinzel  | Fernanda Saponara Rivva                                  | Inés Alejandra Mendoza Rosell                          | Vitoria Bittencourt Brunetti                                    |
| Herrendoppel | Rafael Gustavo De Faria Willian Guimarães                | Gustavo Salazar De Souza Peixoto Nicolás Macías        | João Pedro Goulart Silva Lucas Assis Monteiro Silva             |
| Herrendoppel | Rafael Gustavo De Faria Willian Guimarães                | Gustavo Salazar De Souza Peixoto Nicolás Macías        | Lucca Trovarelli Messias Rony                                   |
| Damendoppel  | Tamires Santos Vitoria Bittencourt Brunetti              | Fernanda Saponara Rivva Micaela Flores                 | Inés Alejandra Mendoza Rosell Micaela Fernanda Castillo Salazar |
| Damendoppel  | Tamires Santos Vitoria Bittencourt Brunetti              | Fernanda Saponara Rivva Micaela Flores                 | Maria Elizabeth Ferreira Marta Silva Freitas                    |
| Mixed        | Gustavo Salazar De Souza Peixoto Fernanda Saponara Rivva | Rodrigo Camogliano Telge Inés Alejandra Mendoza Rosell | Nicolás Macías Micaela Flores                                   |
| Mixed        | Gustavo Salazar De Souza Peixoto Fernanda Saponara Rivva | Rodrigo Camogliano Telge Inés Alejandra Mendoza Rosell | Rafael Gustavo De Faria Isabelle Mattielo                       |

## Sieger und Platzierte U17
| Disziplin    | Gold                                                 | Silber                                                 | Bronze                                                     |
| ------------ | ---------------------------------------------------- | ------------------------------------------------------ | ---------------------------------------------------------- |
| Herreneinzel | Jonathan De Souza Mathias                            | Diego Alonso Mini Cuadros                              | Felipe Augusto De Faria                                    |
| Herreneinzel | Jonathan De Souza Mathias                            | Diego Alonso Mini Cuadros                              | Vinicius Alecrim De Paula                                  |
| Dameneinzel  | Jeisiane Alves                                       | Jackeline Luz                                          | Valeria Carolina Wong Lam                                  |
| Dameneinzel  | Jeisiane Alves                                       | Jackeline Luz                                          | Monaliza Bezerra Feitosa                                   |
| Herrendoppel | Isaki Pinheiro Batalha Jonathan De Souza Mathias     | Bruno Mauricio Barrueto Deza Diego Alonso Mini Cuadros | Lucas Lopes Ribeiro Thiago Da Silva Gomes                  |
| Herrendoppel | Isaki Pinheiro Batalha Jonathan De Souza Mathias     | Bruno Mauricio Barrueto Deza Diego Alonso Mini Cuadros | Gabriel Morales V. Enzo Sugiura                            |
| Damendoppel  | Jackeline Luz Jeisiane Alves                         | Inés Castillo Valeria Carolina Wong Lam                | Flavia Stiglich Guzmán Stefany Chen Chen                   |
| Damendoppel  | Jackeline Luz Jeisiane Alves                         | Inés Castillo Valeria Carolina Wong Lam                | Gabriela Sato Manoela Gori                                 |
| Mixed        | Diego Alonso Mini Cuadros Paula Lucía La Torre Regal | Vinicius Alecrim De Paula Jackeline Luz                | Diego Mauricio Subauste Tokumura Valeria Carolina Wong Lam |
| Mixed        | Diego Alonso Mini Cuadros Paula Lucía La Torre Regal | Vinicius Alecrim De Paula Jackeline Luz                | Kelton Oliveira Jeisiane Alves                             |

## Sieger und Platzierte U19
| Disziplin    | Gold                                      | Silber                                                          | Bronze                                                    |
| ------------ | ----------------------------------------- | --------------------------------------------------------------- | --------------------------------------------------------- |
| Herreneinzel | Artur Silva Pomoceno                      | Cleyson Nobre Dos Santos                                        | Daniel La Torre                                           |
| Herreneinzel | Artur Silva Pomoceno                      | Cleyson Nobre Dos Santos                                        | Jose Guevara Llatas                                       |
| Dameneinzel  | Daniela Macías                            | Maria Delia Zambrano Solano                                     | Crislaine Bittencourt Dos Santos                          |
| Dameneinzel  | Daniela Macías                            | Maria Delia Zambrano Solano                                     | Thamires Gonçalves De Oliveira                            |
| Herrendoppel | Artur Silva Pomoceno Matheus Voigt        | Cleyson Nobre Dos Santos Felipe Cury                            | Mateus Gomes Teixeira Paulo Lucas Oliveira                |
| Herrendoppel | Artur Silva Pomoceno Matheus Voigt        | Cleyson Nobre Dos Santos Felipe Cury                            | Cristian Ricardo Leite Kelton Oliveira                    |
| Damendoppel  | Daniela Macías Paula Lucía La Torre Regal | Crislaine Bittencourt Dos Santos Thamires Gonçalves De Oliveira | Mariana Couto Vera Guedes Costa                           |
| Damendoppel  | Daniela Macías Paula Lucía La Torre Regal | Crislaine Bittencourt Dos Santos Thamires Gonçalves De Oliveira | Elizabeth Moreira Raiane Rosa De Melo                     |
| Mixed        | Artur Silva Pomoceno Elizabeth Moreira    | Daniel La Torre Daniela Macías                                  | Cleyson Nobre Dos Santos Crislaine Bittencourt Dos Santos |
| Mixed        | Artur Silva Pomoceno Elizabeth Moreira    | Daniel La Torre Daniela Macías                                  | Matheus Voigt Mariana Couto                               |